# Supramolecular Chemistry
Supramolecular Chemistry (скорочено цитується відповідно до ISO 4 Supramol. Chem.) — рецензований науковий журнал видавництва Taylor & Francis. Перший номер журналу вийшов у 1992 році.
Журнал публікує статті з галузей і субдисциплін, пов'язаних із супрамолекулярною хімією та нековалентними взаємодіями, включаючи  краун-етери, каліксарени, дослідження супрамолекулярного моделювання, супермолекулярні біохімічні системи. Журнал видає 12 номерів на рік.
Згідно з Journal Citation Reports, імпакт-фактор цього журналу становив 2,230 у 2021 році.  
Журнал індексується Cambridge Crystallographic Data Centre; Chemical Abstracts Service; ISI Current Contents - Physical, Chemical & Earth Sciences; Google Scholar; ProQuest; Science Citation Index; Science Citation Index Expanded; Web of Science і Scopus.
Головні редактори Брюс С. Гібб, Філіп А. Гейл.